# Phumosia abdominalis
Phumosia abdominalis este o specie de muște din genul Phumosia, familia Calliphoridae, descrisă de Robineau-desvoidy în anul 1830. Conform Catalogue of Life specia Phumosia abdominalis nu are subspecii cunoscute.